# Rhodt unter Rietburg
Rhodt unter Rietburg település Németországban, Rajna-vidék-Pfalz tartományban. Lakosainak száma 1133 fő (2023. december 31.).

## Népesség
A település népességének változása:
| Lakosok száma | 1233 | 1194 | 1158 | 1168 | 1176 | 1133 |
|               | 1975 | 2017 | 2019 | 2021 | 2022 | 2023 |